# Památník Giuseppe Verdiho
Památník Giuseppe Verdiho je socha na počest skladatele Giuseppe Verdiho, která se nachází v parku Verdi Square (mezi západní 72. a západní 73. ulicí, mezi Amsterdamskou a Broadway) na Manhattanu v New Yorku. Socha od Pasquala Civilettiho (1858–1952) zobrazuje Verdiho, kterého lemují čtyři jeho nejoblíbenější postavy: Falstaff (na západní straně), Leonora z La forza del destino (jižní strana), Aida (severní strana) a Otello (na východní straně).
Památník byl odhalen 12. října 1906 výborem, kterému předsedal Carlo Barsotti (1850–1927), Italoameričan, který doufal, že bude inspirovat mladé italské Američany. Byl zakládajícím redaktorem italsko-amerických novin Il Progresso Italo-Americano a využil stránek k získání finančních prostředků pro tento a několik dalších památníků včetně památníku na Columbus Circle, památníku z roku 1888 pro Giuseppa Garibaldiho ve Washington Square Park, památníku Giovanniho da Verrazzano (1909) a památníku z roku 1921 pro Dante Alighieriho na náměstí Dante.
Památka je uvedena v National Register of Historic Places.